# Велико-Бурлуцький бабаковий заповідник
Велико-Бурлуцький бабаковий заповідник — заповідник, що існував на Харківщині з 1937 по 1951 роки.

## Історія створення
Станом на 1926 рік бабаки на території України збереглися лише в долині р. Великий Бурлук (нинішній Великобурлуцький район Харківської області). Виявлено лише кілька сімей бабаків.
1937 року між селами Великим та Середнім Бурлуком, навпроти балки Цицориної, постановою Харківського облвиконкому від 23.02.1937 створено Велико-Бурлуцький бабаковий заповідник республіканського значення. Площа заповідника складала 30 га..
Станом на 1951 рік, заповідник вже мав 500 га.

## Ліквідація
Постановою Ради Міністрів СРСР від 29 серпня 1951 р. N 3192 «Про заповідники» заповідник ліквідований як непотрібний (разом із 32 іншими). Зокрема, у Постанові зазначено: «Рада Міністрів СРСР установила, що в ряді районів необґрунтовано розрослася мережа заповідників з охорони природи. Наразі у відданні Рад Міністрів союзних республік, місцевих радянських органів, різних відомств та навчальних закладів перебуває 128 заповідника на площі 12,6 мільйона гектарів, у тому числі 7854,4 тис. га лісів, 1638,0 тис. га ріллі, сіножатей і пасовищ та 3157,8 тис. га угідь. На утримання державних заповідників в 1949 і 1950 роках витрачено близько 54 мільйони рублів…
Рада Міністрів Союзу РСР постановляє:..
10. Скасувати як непотрібні 33 заповідника загальною площею 113,6 тис. га, згідно з Додатком N3».
Серед скасованих заповідників вказано і Велико-Бурлуцький.